# Ron Dennis
Ron Dennis (Woking, Regne Unit, 1 de juny de 1947) és un empresari i pilot d'automobilisme.
Va començar la seva carrera al món de l'automobilisme de la mà de la "Cooper Racing Car Company". Després va unir-se a l'equip Brabham Racing on a partir de 1968 exerciria de cal dels mecànics. Al cap de 3 anys Ron Dennis va fundar la seva pròpia companyia, "Rondel Racing", i durant els anys 70 va estar vinculat a la F2. A partir dels anys 80 la companyia fundada per Ron Dennis va unir-se a l'equip McLaren. A partir de llavors es coneixeria a McLaren sota el nom "McLaren Racing".
Des de 1980 McLaren ha guanyat 7 títols de constructors i ha aconseguit 9 cops el títol de pilots. L'equip McLaren va continuar creixent i actualment engloba a "McLaren Automotive", "McLaren Electronic System", "McLaren Marketing", "McLaren Applied Technologies" i "Lydden Circuit". En l'actualitat a aquest conjunt que forma l'equip McLaren se'l coneix sota el nom McLaren Formula One Team.
L'any 2007 ha estat un dels més complicats en la seva carrera com a dirigent d'equip, ja que a més dels xocs constants entre els dos pilots de l'escuderia, Fernando Alonso i Lewis Hamilton en una situació que recorda als enfrontaments entre Ayrton Senna i Alain Prost també s'ha hagut d'enfrontar a acusacions d'espionatge industrial per part de Ferrari. Finalment l'Scuderia junt amb la policia italiana i la FIA varen demostrar que un enginyer de l'escuderia italiana va passar dades confidencials del seu monoplaça a l'equip McLaren. Aquest afer ha acabat amb McLaren exclòs del Campionat de Constructors de l'any 2007 i una multa històrica de 100 milions de dòlars.
L'any 2001 Ron va rebre la medalla d'or de la BRDC en reconeixement de la seva contribució al món de l'automobilisme.